# 梅尔岑
梅尔岑是德国下萨克森州的一个市镇。总面积52.95平方公里，总人口4009人，其中男性2067人，女性1942人（2011年12月31日），人口密度76人/平方公里。